# Ptah Hotep
Ptah Hotep este un roman științifico-fantastic & fantasy scris de Charles Duits în 1971 din seria ’’Toutes vos etoiles en poches’’. Autorul a cunoscut un succes imediat cu acest roman. Stilul este foarte apropiat de cel folosit de Andre Breton.

## Povestea
Drumul de inițiere al tânărului prinț Ptah Otep din Hagaptah are loc în mizerie și exil datorită unei lovituri de stat.